# ژولین بوده
ژولین بوده (انگلیسی: Julien Baudet؛ زادهٔ ۱۳ ژانویهٔ ۱۹۷۹) بازیکن فوتبال اهل فرانسه است.
از باشگاه‌هایی که در آن بازی کرده‌است می‌توان به باشگاه فوتبال اولدهام اتلتیک، باشگاه فوتبال روترهام یونایتد، باشگاه فوتبال کرو آلکساندرا، باشگاه فوتبال کلرادو رپیدز، باشگاه فوتبال سیاتل ساندرز، باشگاه فوتبال تولوز، و باشگاه فوتبال نوتس کانتی اشاره کرد.